# Les Noces funèbres (bande originale)
Albums de Danny Elfman
Charlie et la Chocolaterie
(2005) Le Petit Monde de Charlotte
(2006)
Tim Burton's Corpse Bride - Original Motion est la bande originale, distribuée par Warner Music, du film américain d'animation de Tim Burton, Les Noces funèbres, sortis en 2005.

## Liste des titres
| 1.    | Main Titles                                     | 2:05 |
| 2.    | According to Plan                               | 3:45 |
| 3.    | Victor's Piano Solo                             | 1:18 |
| 4.    | Into the Forest                                 | 4:35 |
| 5.    | Remains of the Day                              | 3:26 |
| 6.    | Casting a Spell                                 | 1:25 |
| 7.    | Moon Dance                                      | 1:28 |
| 8.    | Victor's Deception                              | 4:00 |
| 9.    | Tears to Shed                                   | 2:45 |
| 10.   | Victoria's Escape                               | 2:31 |
| 11.   | The Piano Duet                                  | 1:53 |
| 12.   | New Arrival                                     | 0:42 |
| 13.   | Victoria's Wedding                              | 3:15 |
| 14.   | The Wedding Song                                | 3:01 |
| 15.   | The Party Arrives                               | 3:21 |
| 16.   | Victor's Wedding                                | 2:08 |
| 17.   | Barkis's Bummer                                 | 2:07 |
| 18.   | The Finale                                      | 2:35 |
| 19.   | End Credits Part 1                              | 1:50 |
| 20.   | End Credits Part 2                              | 2:33 |
|       | Bonus Tracks from Bonejangles and His Bone Boys |      |
| 21.   | Ball & Socket Lounge Music #1 (Band Version)    | 2:15 |
| 22.   | Remains of the Day (Combo Lounge Version)       | 3:06 |
| 23.   | Ball & Socket Lounge Music #2                   | 1:10 |
| 24.   | Ball & Socket Lounge Music #1 (Combo Version)   | 2:14 |
| 59:28 |                                                 |      |

- Pistes 21 à 24 « Bonus tracks from Bonejangles and his Bone Boys ».

## Autour de l'album
C'est Danny Elfman, qui a écrit et produit, la musique de ce film. Ce film est la 11e collaboration entre le compositeur et le réalisateur Tim Burton.
- John August et Danny Elfman, ont écrit le texte suivant[2] :
  - According To Plan, interprété par Albert Finney, Joanna Lumley, Tracey Ullman et Paul Whitehouse.
- Danny Elfman, a écrit les textes suivants sur des paroles additionnelles de John August :
  - Remains Of The Day, interprété par Danny Elfman, Jane Horrocks, Paul Baker, Alison Jiear et Gary Martin.
  - Tears To Shed, interprété par Helena Bonham Carter, Jane Horrocks et Enn Reite.
- Danny Elfman, a écrit le texte suivant :
  - The Wedding Song, interprété par Danny Elfman, Jane Horrocks, Paul Baker, Alison Jiear et Gary Martin.

Outre les titres présents sur l'album, les morceaux suivants sont également présents dans le film :
- Chœur des Pèlerins extrait de l'opéra Tannhauser du compositeur Richard Wagner ;
- Thème de Tara d'Autant en emporte le vent du compositeur Max Steiner ;
- Treulich geführt du compositeur Richard Wagner ;
- L'antre du roi de la montagne de la pièce de théâtre Peer Gynt, par le compositeur Edvard Grieg — la musique présente dans une bande-annonce du film.